# Ère Kakei
L'ère Kakei (嘉慶) est une des ères du Japon (年号, nengō, lit. « nom de l'année ») de la Cour du nord durant l'époque Nanboku-chō après l'ère Shitoku et avant l'ère Kōō. Cette ère couvre la période allant du mois d'août 1387 au mois de février 1389. L'empereur siégeant à Kyoto est Go-Komatsu (後小松天皇, Go-Komatsu-tennō). Son rival à la Cour du Sud à Yoshino durant cette période est l'empereur Go-Kameyama (後亀山天皇, Go-Kameyama-tennō).

## Contexte de l'ère Nanboku-chō

Les sièges impériaux durant l'époque Nanboku-chō sont relativement proches l'un de l'autre mais géographiquement distincts. Ils sont conventionnellement identifiés ainsi :
Capitale du nord : Kyoto
Capitale du sud : Yoshino.

Au cours de l'ère Meiji, un décret impérial daté du 3 mars 1911 établit que les monarques régnants légitimes de cette époque sont les descendants directs de l'empereur Go-Daigo par l'empereur Go-Murakami dont la Cour du Sud a été établie en exil à Yoshino, près de Nara.
Jusqu'à la fin de l'époque d'Edo, les empereurs usurpateurs (en supériorité militaire) et  soutenus par le shogunat Ashikaga sont erronément inclus dans les chronologies impériales  en dépit du fait incontestable que les insignes impériaux ne sont pas en leur possession.
Cette Cour du Nord illégitime est établie à Kyoto par Ashikaga Takauji.

## Changement d'ère
- 1387, aussi appelée Kakei gannen (嘉慶元年?) : Le nom de la nouvelle ère est créé pour marquer un événement ou une succession d'événements. La précédente ère se termine quand commence la nouvelle, en Shitoku 4.

Durant cette période, l'ère Genchū (1384–1393) est le nengō équivalent à la Cour du sud.

## Événements de l'ère Keiki
- 1387 (Kakei 1,1re mois) : Nijō Yoshimoto est démis de ses puissants positions de sesshō et  de daijō daijin[5].
- 1387 (Kakei 1, 2e mois) : Konoe Kanetsugu est nommé sesshō[5].
- 1387- 89 (Kakei 1 - 3) : Les dissensions se développent au sein de la famille Toki de la province de Mino[6].
- 1388 (Kakei 2, 3e mois) : Le sesshō Konoe Kanetsugu meurt à l'âge de vingt-neuf ans et Yoshimoto réintègre sa position le mois qui suit[5].
- 1388 (Kakei 2, 6e mois) : Yoshitomo meurt à l'âge de soixante-neuf ans et son fils Nijō Morotsugu lui succède avec le titre de  kampaku[5].
- 1389 : Yoshimitsu pacifie Kyūshū et distribue des terres. Ashikaga Ujimitsu, le kanrei de Kamakura, s'oppose à lui[6].

| Kakei     | 1re  | 2e   | 3e   |
| Grégorien | 1387 | 1388 | 1389 |